# ボブ・アンダーソン (フェンサー)
ボブ・アンダーソン（Robert James Gilbert "Bob" Anderson、1922年9月15日 - 2012年1月1日）は、 イングランドハンプシャーゴスポート生まれのフェンシング選手・西洋剣術のファイト・コレオグラファー。

## 略歴
第二次世界大戦時にはイギリス海兵隊に入隊。終戦後はフェンシング選手として、1952年のヘルシンキオリンピック、1950年と1953年の世界選手権で英国代表チームに選ばれている。
引退後は剣を使った殺陣の演技指導をするファイト・コレオグラファーに転身した。
『スター・ウォーズ』シリーズの『スター・ウォーズ エピソード5/帝国の逆襲』と『スター・ウォーズ エピソード6/ジェダイの帰還』で、剣劇の苦手なデヴィッド・プラウズに代わってダース・ベイダーのスタント、殺陣を演じた。またエピソード5ではトレイ・カラン役としても出演している。
その他に『007 ロシアより愛をこめて』、『暗黒の戦士 ハイランダー』、『ロード・オブ・ザ・リング』シリーズなどでスタントや剣技指導を担当している。
2012年1月1日に英国の病院で死去した。

## 資料
- 『Reclaiming the Blade』 - 映画の剣劇指導を記録したドキュメンタリー。アンダーソンが指導する映像も含まれている。